# День стейка и минета
День стейка и минета (англ. Steak and Blowjob Day, Steak and Knobber Day) — неофициальный праздник в США и других странах, созданный как ответ на День святого Валентина и отмечающийся через месяц после него, 14 марта. Этот праздник придумали как мужской праздник, в противовес Дню святого Валентина, который уже стал женским праздником. Предполагается, что в этот день женщины готовят стейк и делают минет мужчинам. Праздник не имеет официального статуса, это скорее популярный интернет-мем, однако в честь праздника уже выпускаются различные сувениры, а также ему посвящено несколько видеороликов. Праздник был широко раскритикован как антифеминистический и патриархальный.
Как заявляет Луи Баннер, профессор Университета Южной Калифорнии и историк феминизма, День стейка и минета — мужской ответ феминистическому движению и очень грубая форма взаимодействия между людьми, присущая культуре hookup. Она предполагает, что праздник основан на идее доминирования мужчин над женщинами, потому что «мужчины боятся того, что женщины превосходят их» во многих областях. Феминистическая активистка Феминиста Джонс считает, что праздник ограничивает свободу женщин, и тем самым находится в русле традиционных патриархальных ограничений женского сексуального поведения.
В качестве ответа со стороны женщин был создан праздник День торта и куннилингуса, празднуемый 14 апреля.